# 橋口浩之
橋口 浩之（はしぐち ひろゆき）は、日本の工学者。京都大学生存圏研究所生存圏診断統御研究系教授。文部科学大臣表彰科学技術賞受賞。

## 人物・経歴
大阪府立島本高等学校を経て、京都工芸繊維大学工芸学部電気工学科卒業。京都大学大学院工学研究科博士後期課程電子工学専攻修了、博士（工学）。1992年日本学術振興会特別研究員（京都大学超高層電波研究センター）。1997年京都大学超高層電波研究センター助手。2001年京都大学宙空電波科学研究センター助教授。2004年京都大学生存圏研究所助教授。2018年京都大学生存圏研究所教授。

## 受賞
- 1990年 電気関係学会関西支部連合大会奨励賞[3]
- 2006年 文部科学大臣表彰科学技術賞[3]
- 2008年 日本気象学会堀内賞[3]